# Compagnie autonome de chars du Levant (1940)
Cet article concerne l'unité de 1940. Pour l'unité formée en 1944, voir Compagnie autonome de chars du Levant (1944-1945).
La compagnie autonome de chars du Levant (CACL), ou compagnie autonome de chars de combat du Levant (CACCL), est une unité blindée de l'Armée de terre française. Elle opère au Levant français pendant l'année 1940. 

## Historique
La compagnie est formée le 4 mars 1940, à partir de militaires de réserve et du 63e bataillon de chars de combat. Elle reçoit le 1er avril 1940 ses chars Renault FT, cédés par le 63e BCC après l'arrivée de Renault R35 neufs.
La compagnie est organisée en trois groupes de sections, un groupe de sections à Beyrouth, formant la portion centrale avec la section de commandement, un groupe de sections à Damas et un groupe de sections à Alep.
|                    |                | Beyrouth | Damas | Alep |
| ------------------ | -------------- | -------- | ----- | ---- |
| Officiers          | Officiers      | 5        | 2     | 2    |
| Sous-officiers     | Français       | 10       | 7     | 8    |
| Sous-officiers     | Tunisiens      | 2        | 1     | 1    |
| Militaires du rang | Français       | 43       | 37    | 36   |
| Militaires du rang | Tunisiens      | 77       | 24    | 24   |
| Effectif total     | Effectif total | 137      | 71    | 71   |

|                      |                      | Beyrouth | Damas  | Alep   |
| -------------------- | -------------------- | -------- | ------ | ------ |
| Chars FT             | mitrailleuse         | 3        | 3      | 3      |
| Chars FT             | canon de 37          | 6 (+1)   | 5 (+1) | 5 (+1) |
| Chars FT             | canon de 75          | 1        | 1      | 1      |
| Camion porte-char    | Camion porte-char    | 9        | 9      | 9      |
| Remorque porte-char  | Remorque porte-char  | 1        |        |        |
| Camions atelier      | Camions atelier      | 1        | 1      | 1      |
| Camions ordinaires   | Camions ordinaires   | 1 (+2)   | 1 (+2) | 1 (+2) |
| Tracteurs            | Tracteurs            | 1        | 1      | 1      |
| Breaks d'instruction | Breaks d'instruction | (1)      | (1)    | (1)    |
| Camionnettes         | Camionnettes         | (1)      | (1)    | (1)    |
| Voitures de liaison  | Voitures de liaison  | 1 (+2)   | 1 (+1) | 1      |
| Moto                 | Moto                 | (1)      |        |        |

Commandée par le capitaine Goyet, la compagnie a principalement pour but le maintien de l'ordre en cas d'émeutes.
Elle est dissoute le 15 novembre 1940, et forme des sections autonomes de chars.

## Insigne
L'insigne de la CACL, de grande taille, présente un soleil inscrit dans un croissant de lune. Le soleil est chargé de symboles divers : un éléphant noir, un éclair brun et deux rameaux. Le croissant montre des paysages d'Alep et de Damas, ainsi qu'un cèdre du Liban.